# Gargara nigromaculata
Gargara nigromaculata är en insektsart som beskrevs av William D. Funkhouser 1927. Gargara nigromaculata ingår i släktet Gargara och familjen hornstritar. Inga underarter finns listade i Catalogue of Life.